# Flaunt It
Flaunt It is het debuutalbum van de Britse new wavegroep Sigue Sigue Sputnik uit 1986. Het album bevat de singles "Love Missile F1-11" en "21st Century Boy" en is deels geproduceerd door Giorgio Moroder. Flaunt It werd in een extreem brede platenhoes verkocht met daarop het logo van de linkse activistengroep Cellules Communistes Combattantes (gestileerd in de vorm "sSs"), de woorden "A 21st Century Toy" en referenties naar de Japanse popcultuur. Het album wordt vaak onderbroken door reclamespotjes. De pauzes tussen de nummers werden geveild. Zo bevindt zich op de plaat een reclamespotje voor L'Oréal.

## Nummers
A-kant
1. "Love Missile F1-11" - 3:49
2. "Atari Baby" - 4:57
3. "Sex-Bomb-Boogie" - 4:48
4. "Rockit Miss U·S·A" - 6:08

B-kant
1. "21st Century Boy" - 5:10
2. "Massive Retaliation" - 5:02
3. "Teenage Thunder" - 5:17
4. "She's My Man" - 5:37

## Bezetting
- Martin Degville – Zang
- Tony James – Basgitaar
- Neal X – Elektrische gitaar
- Chris Kavanagh – Drums
- Ray Mayhew – Drums
- "Miss" Yana Yaya – Keyboards